# Кусекеево (Бирский район)
Кусеке́ево (баш. Күсәкәй) — село в Бирском районе Республики Башкортостан Российской Федерации. Административный центр Кусекеевского сельсовета.

## География

### Географическое положение
Расстояние до:
- районного центра (Бирск): 13 км,
- ближайшей ж/д станции (Уфа): 110 км.

## Население
| 2002 | 2009 | 2010 |
| ---- | ---- | ---- |
| 495  | ↗507 | ↘504 |

### Национальный состав
Согласно переписи 2002 года, преобладающая национальность — русские (78 %).